# 第48回世界卓球選手権個人戦
第48回世界卓球選手権個人戦（だい48かいせかいたっきゅうせんしゅけんこじんせん）は2005年4月30日から5月6日まで、中国・上海の上海体育館において行われた。
大会では男子シングルス、男子ダブルス、女子シングルス、女子ダブルス、混合ダブルスの5種目が行われたが、5種目全てで中国選手が優勝し、卓球王国・中国の存在感は他を圧倒するものがあった。特に中国の女子選手の強さは圧倒的であった。また中国代表以外で上位に勝ち上がった選手にも中国系選手である者が多かった。その中で男子では、ドイツ、大韓民国なども一定の存在感を示した。
また、日本からは福原愛をはじめとして総勢10名の選手が参加した。日中関係の悪化を背景に上海でも発生した過激な反日デモの影響が懸念されたが、特に問題はなかった。また、中国のスーパーリーグに2005年から参加する福原愛選手は、中国国内で好意的な報道が大々的になされ、福原選手の中国における人気の高さをうかがわせた。

## 結果
- 男子シングルス
  - 金メダル：王励勤（中国）
  - 銀メダル：馬琳（中国）
  - ベスト4：マイケル・メイス（デンマーク）
  - ベスト4：呉尚垠（韓国）
- 女子シングルス
  - 金メダル：張怡寧（中国）
  - 銀メダル：郭焱（中国）
  - ベスト4：郭躍（中国）
  - ベスト4：林菱（香港）
- 男子ダブルス
  - 金メダル：王皓・孔令輝組（中国）
  - 銀メダル：ティモ・ボル・クリスティアン・ズース組（ドイツ）
  - ベスト4：王励勤・閻森組（中国）
  - ベスト4：馬琳・陳杞組（中国）
- 女子ダブルス
  - 金メダル：王楠・張怡寧組（中国）
  - 銀メダル：郭躍・牛剣鋒組（中国）
  - ベスト4：白楊・郭焱組（中国）
  - ベスト4：帖雅娜・張瑞（香港）
- 混合ダブルス
  - 金メダル：王励勤・郭躍組（中国）
  - 銀メダル：劉国正・白楊組（中国）
  - ベスト4：閻森・郭焱組（中国）
  - ベスト4：邱貽可/曹臻（中国）

### 日本人選手の成績
男子シングルス
- 吉田海偉（72位）2回戦でパナギオティス・ギオニス（101位）に敗退。
- 岸川聖也（146位）1回戦でダミアン・エロワ（42位）に敗退。
- 坂本竜介（161位）1回戦でプワシュチク（29位）に敗退。
- 水谷隼（183位）2回戦で荘智淵（8位）を破る。3回戦でペーテル・カールソンに敗れてベスト32。
- 高木和卓（231位）予選決定戦でティアゴ・アポローニャ（263位）に敗退。

女子シングルス
- 福原愛（23位）3回戦で郭焱（8位）に敗退。
- 梅村礼（25位）2回戦でチラ・バトルフィ（54位）に敗退。
- 平野早矢香（46位）3回戦でビクトリア・パブロビッチ（14位）に3-4で敗退。
- 藤井寛子（69位）2回戦でクリスティナ・トート（22位）に敗退。
- 金沢咲希（72位）2回戦で范瑛（25位）に敗退。

男子ダブルス
- 坂本・岸川組 2回戦で張ギョク（31位）、梁柱恩（20位）組に敗れベスト32。
- 吉田・水谷組 1回戦で何志文（63位）、カルロス・マチャド（196位）組に敗退。

女子ダブルス
- 梅村・金沢組 3回戦で白楊（29位）、郭焱（8位）組に敗退。
- 福原・藤沼組 4回戦で王楠（2位）、張怡寧（1位）組に敗れベスト8。

混合ダブルス
- 坂本・福原組 3回戦で劉国正（18位）、白楊（29位）組に敗退。
- 水谷・梅村組 2回戦で柳承敏（6位）、金恵賢（132位）組に敗退。
- 吉田・金沢組 1回戦でソルタン・フェイヤー＝コーナート（43位）、ニコレ・シュトルーゼ（34位）組に敗退。
- 岸川・藤沼組 日本人選手として混合ダブルスでは26年ぶりに準々決勝に進んだが閻森（60位）、郭焱（8位）組に敗れてベスト8。
- 高木和・平野組 2回戦で劉国正（18位）、白楊（29位）組に敗退。

順位は世界ランキング

## 日本における放送
テレビ東京系列で放送がされた。解説を前原正浩、実況を植草朋樹、現地レポートを武田美保、進行を大橋未歩が務めた。
福原愛選手などの女子の試合をメインに生中継・深夜時間帯にハイライトなどをメインで放送していた。男子については小型カメラで撮影したものをダイジェストで放送する措置を取っていた。